# Chicago Bulls 1982-1983
La stagione 1982-83 dei Chicago Bulls fu la 17ª nella NBA per la franchigia.
I Chicago Bulls arrivarono quarti nella Central Division della Eastern Conference con un record di 28-54, non qualificandosi per i play-off.

## Roster
| N° | Naz.                   | Ruolo | Sportivo          | Anno | Alt. | Peso |
| -- | ---------------------- | ----- | ----------------- | ---- | ---- | ---- |
| 0  | Stati Uniti (bandiera) | A     | Orlando Woolridge | 1959 | 206  | 98   |
| 7  | Stati Uniti (bandiera) | GA    | Dudley Bradley    | 1957 | 198  | 88   |
| 11 | Stati Uniti (bandiera) | GA    | Tracy Jackson     | 1959 | 198  | 93   |
| 12 | Stati Uniti (bandiera) | G     | Ronnie Lester     | 1959 | 188  | 79   |
| 13 | Stati Uniti (bandiera) | AC    | Dwight Jones      | 1952 | 208  | 95   |
| 22 | Stati Uniti (bandiera) | A     | Rod Higgins       | 1960 | 201  | 91   |
| 23 | Stati Uniti (bandiera) | G     | Mike Bratz        | 1955 | 188  | 84   |
| 24 | Stati Uniti (bandiera) | G     | Reggie Theus      | 1957 | 201  | 86   |
| 33 | Stati Uniti (bandiera) | C     | Jawann Oldham     | 1957 | 213  | 98   |
| 34 | Stati Uniti (bandiera) | AC    | David Greenwood   | 1957 | 206  | 101  |
| 35 | Stati Uniti (bandiera) | A     | Larry Kenon       | 1952 | 206  | 93   |
| 35 | Stati Uniti (bandiera) | A     | Larry Spriggs     | 1959 | 201  | 104  |
| 40 | Stati Uniti (bandiera) | C     | Dave Corzine      | 1956 | 211  | 113  |
| 44 | Stati Uniti (bandiera) | G     | Quintin Dailey    | 1961 | 191  | 82   |
| 53 | Stati Uniti (bandiera) | A     | Mark Olberding    | 1956 | 203  | 102  |

## Staff tecnico
- Allenatore: Paul Westhead
- Vice-allenatori: Mike Thibault, Don Casey
- Preparatore atletico: Mark Pfeil